# Maule (fleuve)
Pour les articles homonymes, voir Maule.
Le Maule est un important fleuve du Chili, situé au centre géographique du pays. Il coule dans la région du Maule, et arrose notamment les provinces de Talca et Linares. Long de 240 kilomètres, il prend sa source au petit lac (laguna) du Maule situé en plein cœur de la cordillère des Andes, à 3 092 mètres d'altitude, près de la frontière avec l'Argentine et du passage international Pehuenche.

## Histoire
Le Maule (en mapudungun « pluvieux ») est un des fleuves les plus importants du Chili et est inextricablement lié aux temps précolombiens (expansion de l'empire Inca), à la conquête, à la Colonie, aux guerres de l'indépendance, à l'histoire moderne, à l'agriculture (en particulier au vin), à la culture (littérature, poésie, folklore), à la religion, à l'économie et à la politique chilienne. Le fleuve a marqué la frontière entre l'empire inca "Tawantinsuyu" et le territoire mapuche "Wallmapu" .Beaucoup d'hommes et femmes célèbres dans l'histoire du Chili sont nés dans la région baptisée du nom du fleuve.

## Géographie
Le cours du Maule a une orientation générale du sud-est au nord-ouest. Le fleuve se jette dans l'océan Pacifique, au nord de la ville de Constitución. Son bassin versant, d'une superficie d'environ 20 300 km2, est placé entre les coordonnées géographiques 35°35' et 35°50' S; 70°49' et 71°04'W. Un tiers du bassin est situé au-dessus de la ligne de névé, puisque c'est un fleuve avec un fort constituant de la cordillère.

## Hydrologie
Le régime hydraulique du Maule est caractérisé par des maxima hivernaux, liés aux pluies saisonnières, et printaniers en raison de la fonte des glaces. Son débit moyen interannuel est de 467 m3/s.

## Parcours etaffluents
Dans le haut cours, le principal affluent du Maule est la rivière Melado, qui naît dans le petit lac (laguna) Dial (province de Linares), avec le nom de Guaiquivilo, et draine la partie sud-est du bassin rejoignant le Maule par la rive gauche de celui-ci. Un barrage a été construit sur la rivière Melado pour permettre la génération d'énergie électrique par la centrale hydroélectrique Pehuenche.
D'autres affluents d'importance du cours supérieur du Maule, et que se situent sur sa rive droite, sont les rivières Colorado, Claro, Puelche et Cipreses. Ce dernier draine le beau lac (laguna) "La Invernada" et fournit en eau la centrale hydroélectrique des Cipreses. Au-delà, et avant d'arriver à la dépression intermédiaire de la vallée centrale chilienne, le Maule remplit le réservoir du barrage de Colbún, qui alimente la centrale hydroélectrique homonyme.
Dans la plaine dépression intermédiaire, le Maule reçoit les apports de la rivière Claro (une autre rivière nommé Claro), qui vient du nord et qui reçoit l'apport de la rivière Lircay à proximité de la ville de Talca. Aussi, dans la dépression intermédiaire, le Maule reçoit les eaux de la rivière Loncomilla (son principal affluent), qui vient du sud et qui reçoit les apports des rivières Putagán, Achibueno, Ancoa, Perquilauquén, Purapel et Cauquenes (ces deux dernières sont tributaires du Perquilauquén, lequel se réunit avec le Longaví pour former le Loncomilla).
Le seul affluent important du Maule dans son bas cours se situe sur la rive droite : "Estero de los Puercos", qui draine l'ensemble de la vallée de Pencahue et lui fournit un débit relativement faible.
Après avoir parcouru plus de 240 kilomètres depuis sa source, le Maule se jette dans l'océan Pacifique à proximité de Constitución.